# ГЕС Hànyáng
ГЕС Hànyáng (汉阳水电站) — гідроелектростанція у центральній частині Китаю в провінції Сичуань. Входить до складу каскаду на річці Міньцзян, великій лівій притоці Дзинші (верхня течія Янцзи).
В межах проекту річку перекрили бетонною греблею довжиною 580 метрів. Біля лівого берегу в ній облаштовано судноплавний шлюз, тоді як машинний зал інтегрований у правобережну частину споруди. Гребля утримує водосховище з нормальним рівнем поверхні на позначці 382,5 метра НРМ, чому відповідає об'єм резервуару у 37 млн м3 (під час повені рівень може зростати до 387,5 метра НРМ, а об'єм — до 86,2 млн м3).
Основне обладнання станції становлять три бульбові турбіни потужністю по 24 МВт, які забезпечують виробництво 308 млн кВт-год електроенергії на рік.